# Ernst Cohen
Ernst Cohen (* 3. Mai 1951 in Haifa, Israel) ist ein deutscher Schauspieler.

## Leben
Cohen, der in den 1980er Jahren vor allem für seine voluminöse Lockenfrisur bekannt war, war seit Ende der 1970er Jahre in zahlreichen bekannten TV-Serien zu sehen, darunter Café Meineid, Peter und Paul und Der Bulle von Tölz. Bundesweit bekannt wurde er durch seine Rolle als Bertl Gruber in der Reihe Die Hausmeisterin (mit Helmut Fischer und Veronika Fitz, 1987–1992). Seine eigentliche Berufung ist aber, nach eigener Aussage, die Theaterbühne (z. B. Engagement am Wiener Volkstheater, etwa in dem österreichischen Kultstück Der Bockerer.).
Ende der 1990er Jahre musste sich der Schauspieler wegen eines Tumors einer schweren Hirnoperation unterziehen.
Im Forsthaus Falkenau war Cohen von 2002 bis 2010 regelmäßig in der Rolle des Sägewerksvorarbeiters Berghammer (anfangs Bergmaier) zu sehen. 2003 spielte er an der Seite von Hans Clarin und Christine Neubauer in dem Kinderfilm Pumuckl und sein Zirkusabenteuer. 2005 wirkte er an der Tatort-Folge Tod auf der Walz (mit Miroslav Nemec und Udo Wachtveitl) mit. Am 19. Mai 2006 war er in der ZDF-Serie SOKO Leipzig in der Folge Vollgas zu sehen. Darin spielte er einen Werkstattbesitzer.
Ernst Cohen lebt in München und arbeitet als Lyriker und Autor.

## Filmografie (Auswahl)
- 1978: Tatort: Mord im Krankenhaus
- 1979: Hiob (Fernsehdreiteiler)
- 1981: Der Bockerer
- 1987–1992: Die Hausmeisterin (TV-Serie, 23 Folgen)
- 1988: Starke Zeiten
- 1992: Der Unschuldsengel (TV)
- 1993: Frühlingsgefühle – Eine Geschichte von Peter und Paul (TV)
- 1994–1998: Peter und Paul (TV-Serie, 14 Folgen)
- 1995: Tatort: Tod eines Auktionators (TV-Reihe)
- 1995: Polizeiruf 110: 1A Landeier (TV-Reihe)
- 1995: Der Bergdoktor (TV-Serie, eine Folge)
- 1996: Der Komödienstadel: Zur Ehe haben sich versprochen
- 1996: Solange es die Liebe gibt (Fernsehserie)
- 1997: Der Bulle von Tölz: Bauernhochzeit
- 1997: Der Maulkorb (TV)
- 1997: Dr. Stefan Frank – Der Arzt, dem die Frauen vertrauen – Mit dem Herzen einer Mutter
- 1997: Dr. Stefan Frank – Der Arzt, dem die Frauen vertrauen – Licht am Horizont
- 1997–2003: Café Meineid (TV-Serie, drei Folgen)
- 1999: Der Komödienstadel: Der Zigeunersimmerl
- 2000: Tatort: Viktualienmarkt (TV-Reihe)
- 2001: Tango Americano (Kurzfilm)
- 2002–2010: Forsthaus Falkenau (TV-Serie, 28 Folgen)
- 2003: Pumuckl und sein Zirkusabenteuer
- 2005: Tatort: Tod auf der Walz (TV-Reihe)
- 2005: Der Komödienstadel: Hopfazupfa
- 2007: Tatort: A gmahde Wiesn (TV-Reihe)